# Wojciech Bartochowski
Wojciech Bartochowski herbu Rola (ur. 26 marca 1746 w Skominie, zm.?) – podczaszy wieluński w latach 1780-1793, podstoli wieluński w latach 1777-1780, łowczy wieluński w latach 1772-1777.
W 1790 roku był członkiem Komisji Porządkowej Cywilno-Wojskowej dla ziemi wieluńskiej i powiatu ostrzeszowskiego województwa sieradzkiego. W 1792 odznaczony został orderem św. Stanisława.